# Neocaridina
Neocaridina är ett släkte av sötvattensräkor som beskrevs av Ituo Kubo 1938. Släktets arter är små sötvattensräkor som förekommer i sjöar, dammar, floder och andra inlandsvatten i Östasien (Kina, Korea, Japan, Taiwan och Vietnam). Idag finns det mer än tjugo beskrivna arter i släktet men några av dem bara kända genom sin typserie och lite är känt om dem. Till de mer välkända arterna i släktet hör de som hålls som akvarieräkor och av dessa finns många framavlade odlingsformer i olika färger som säljs under olika handelsnamn inom akvariehandeln. Ett exempel på en sådan odlingsform som hör till de vanligaste sorterna i handeln är körsbärsräka.

## Släktskap
Neocaridina är nära släkt med Caridina men avskiljdes av Kubo 1938 som ett eget släkte. Genom åren har en del auktorer inte erkänt avskiljningen av Neocaridina som ett eget släkte och behandlat Neocaridina som ett undersläkte eller synonym till Caridina (Johnson 1961, Liang och Yan 1983, Shokita 1976), men de flesta auktorer har accepterat Neocaridina som ett eget släkte (Kubo 1938, Mizue och Iwamato 1961, Zhang och Sun 1979, Dudgeon 1987, Hung 1993, Cai 1996).
Placeringen för vissa arter i det ena eller andra av dessa släkten har varit omtvistad. Även hur vissa taxon inom Neocaridina behandlas kan skilja sig åt mellan olika källor.

## Biologi
Till utseendet liknar Neocaridina för blotta ögat i mycket Caridina, men ett morfologiskt drag som kan ses vid närmare undersökning och som skiljer sig mellan de två släktena är formen på endopoderna, den inre grenen, på hanarnas första par simben, eller pleopoder, som är ombildade till parningsbihang. Hos Neocaridina är endopoderna rundade, platta och breda, närmast päronformade, medan endopoderna hos Caridina är långsträcka och smala.
En annan morfologisk detalj som kan ses hos både hanar och honor är att det första paret maxillipeder, käkfötter, hos Caridina ofta har små fingerliknande sporrar (exopoditer), medan Neocaridina saknar sådana sporrar. Livscykeln hos Neocaridina fullbordas också hos alla arter helt i sötvatten och de har som en anpassning till ett sötvattenlevande liv inget planktoniskt yngelstadium, utan honorna lägger istället relativt stora ägg ur vilka sedan fullt utvecklade småräkor kläcks.

## Arter
- Neocaridina anhuiensis Liang, Zhu & Xiong, 1984[2] Kina (Anhui) DD[12]
- Neocaridina bamana Liang, 2004[2] Kina (Guangxi) DD : endast känd från typserien, insamlad i eller nära Bama i Guangxi[13]
- Neocaridina brevidactyla Liang, Chen & W.-X. Li, 2005[2] Kina (endast känd från grottan Xiaoshui, Maolan, Guizhou) VU[14]
- Neocaridina curvifrons Liang, 1979[2] Kina (Zhejiang) DD : endast känd från typserien, insamlad i Jiande i provinsen Zhejiang[15]
- Neocaridina denticulata (alternativt representerad som Neocaridina denticulata denticulata i WoRMS) De Haan, 1844[2] Kina (Fujian, Jiangsu, Xinjiang, Zhejiang), Japan (Hokkaido, Honshu, Kyushu, Shikoku) och Taiwan LC[16]
  - Neocaridina denticulata davidi Bouvier, 1904  Kina DD : Taxonomisk position oklar, har varierande behandlats som underart, art eller synonym.[17] Cai överförde 1996 Caridina davidi till Neocaridina som underart till N. denticulata, N. denticulata davidi. Men andra har ansett att skillnaden är tillräckligt distinkt för att motivera status som egen art, Neocaridina davidi (Bouvier, 1904). Av Liang 2004 behandlades C. davidi och följaktligen också N. d. davidi, tillsammans med N. denticula sinensis (Kemp, 1913, sedd som konspecifik med N. d. davidi), som synonymer till Neocaridina heteropoda (Liang, 2002) Shih och Cai 2007 anger C. davidi (Bouvier, 1904) som äldsta namnet som enligt prioritetsregeln har företräde över N. heteropoda (Liang, 2002).[18]
  - Neocaridina denticulata denticulata De Haan, 1844 Kina (Fujian, Jiangsu, Xinjiang - introducerad, Zhejiang), Japan (Hokkaido, Honshu, Kyushu, Shikoku), Korea och Taiwan LC[19]
  - Neocaridina denticulata moganica Liang, 2004 Kina (Zhejiang) DD : endast känd från typserien[20]
- Neocaridina euspinosa Cai, 1996[2] Kina (Guangxi) DD : endast känd från typserien, insamlad i eller nära Guilin i Guangxi[21]
- Neocaridina fukiensis Liang & Yan, 1977[2] Kina (Fujian) LC[22]
- Neocaridina gracilipoda Liang, 2004[2] Kina (Fujian, Guangdong, Sichuan) LC[23]
- Neocaridina heteropoda (alternativt representerad som Neocaridina heteropoda heteropoda i WoRMS) Liang, 2002 Kina (Anhui, Henan, Zhejiang) DD[24] - obs att Neocaridina davidi kan ses som gällande namn, se förklaring Neocaridina denticulata davidi ovan[18]
  - Neocaridina heteropoda heteropoda Liang, 2004 Kina (Zhejiang) DD : endast känd från typserien[25]
  - Neocaridina heteropoda koreana Kubo, 1938 Korea (Huzan) Kunskapsbrist\DD : endast känd från exemplar insamlade före 1938[26]
  - Neocaridina heteropoda luoyangensis Cai, 1996 Kina (Anhui, Henan) DD[27]
- Neocaridina hofendopoda Shen, 1948[2] Kina (Anhui, Guangxi, Hubei, Hunan, Jiangxi, Sichuan) LC[28]
- Neocaridina homospina Liang, 2002[2] Kina (Hunan) DD : endast känd från typserien, insamlad i Shaodong i provinsen Hunan[29]
- Neocaridina ikiensis Shih, Cai, Niwa & Nakahara, 2017[2] Japan (ön Iki)[30]
- Neocaridina iriomotensis Naruse, Shokita & Cai, 2006[2] Japan (Nakamafloden, ön Iriomote) LC[31]
- Neocaridina ishigakiensis Fujino & Shokita, 1975[2] Japan (ön Ishigaki) LC[32]
- Neocaridina ketagalan Shih & Cai, 2007[2] Taiwan DD : endast känd från typserien[33]
- Neocaridina keunbaei H. S. Kim, 1976[2] Sydkorea (ön Jeju) DD : endast känd från typserien[34]
- Neocaridina linfenensis Cai, 1996[2] Kina (Shanxi) DD : endast känd från typserien, insamlad nära Linfe i provinsen Shanxi[35]
- Neocaridina longipoda Cai, 1995[2] Kina (Hunan) DD : endast känd från typserien, från omkring Zhangjiajie i provinsen Hunan[36]
- Neocaridina palmata (alternativt representerad som Neocaridina palmata palmata i WoRMS) Shen, 1948[2] Kina (Anhui, Fujian, Guangdong, Guangxi, Guizhou, Hubei, Hunan, Jiangxi, Sichuan, Zhejiang) och Vietnam LC[37]
  - Neocaridina palmata bosensis Cai, 1996: Kina (Guangxi, Jiangxi, Sichuan) DD[38]
  - Neocaridina palmata luodianica Liang 2004: Kina (Guizhou) DD[39]
  - Neocaridina palmata meridionalis Liang 2004: Kina (Guangdong, Guangxi, Sichuan) LC[40]
  - Neocaridina palmata palmata Shen, 1948: Kina (Anhui, Fujian, Guangdong, Guangxi, Guizhou, Hubei, Hunan, Jiangxi, Sichuan, Zhejiang) och Vietnam LC[41]
- Neocaridina saccam Shih & Cai, 2007[2] Taiwan DD : endast känd från typserien[42]
- Neocaridina spinosa Liang, 1964[2] Kina (Anhui, Guangdong) LC[43]
- Neocaridina xiapuensis Zheng, 2002[2] Kina (Fujian) DD : endast känd från typserien, insamlad i Xiapu i provinsen Fujian[44]
- Neocaridina zhangjiajiensis Cai, 1996[2] Kina (Guangdong, Hunan) DD : känd från två områden, Zhangjiajie i provinsen Hunan och Huidong i provinsen Guangdong[45]
- Neocaridina zhoushanensis Cai, 1996[2] Kina (Zhejiang) DD : endast känd från typserien, insamlad i Dinghai på ön Zhoushan i provinsen Zhejiang[46]

## Bildgalleri

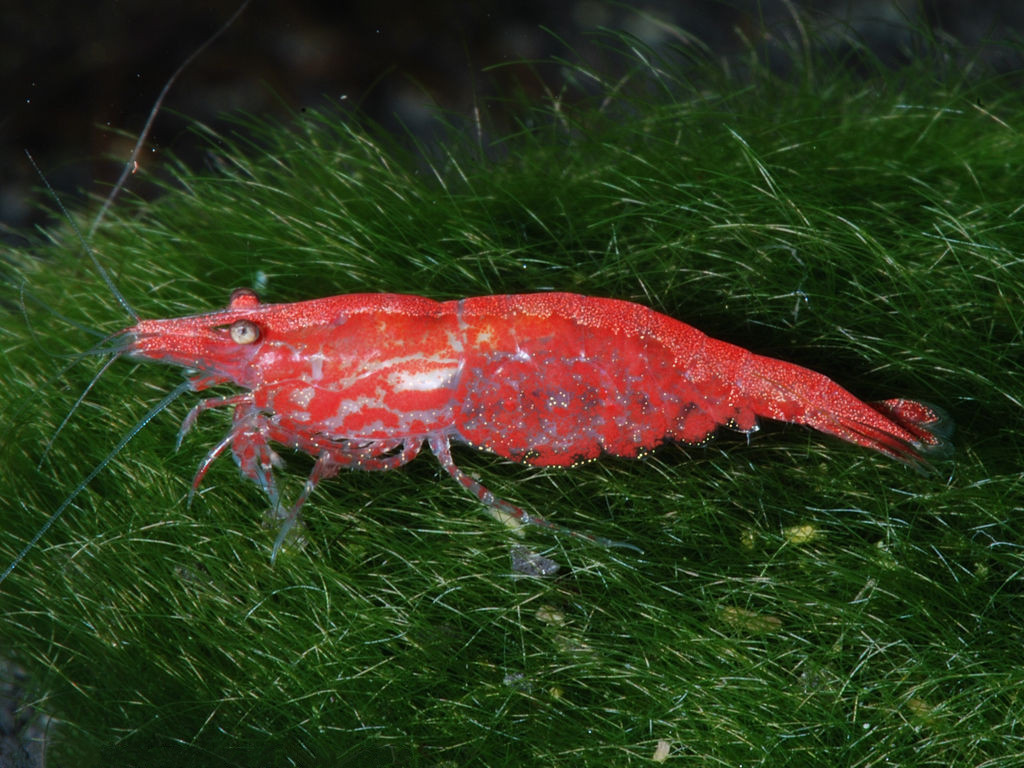
Neocaridina heteropoda var. red (Fire Red)
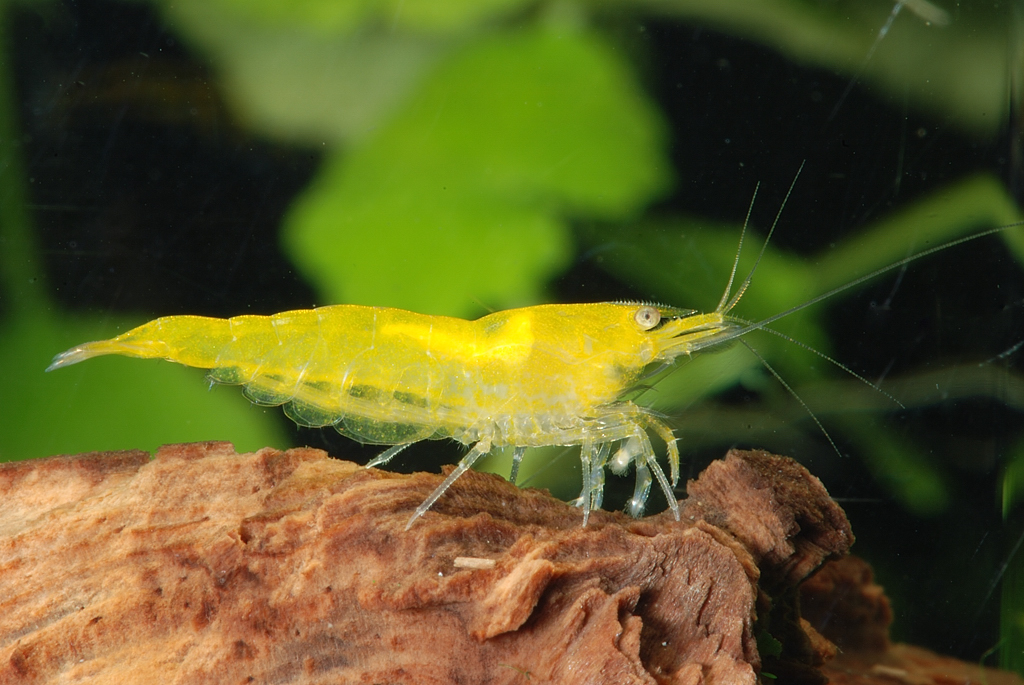
Neocaridina heteropoda var. yellow (Yellow)
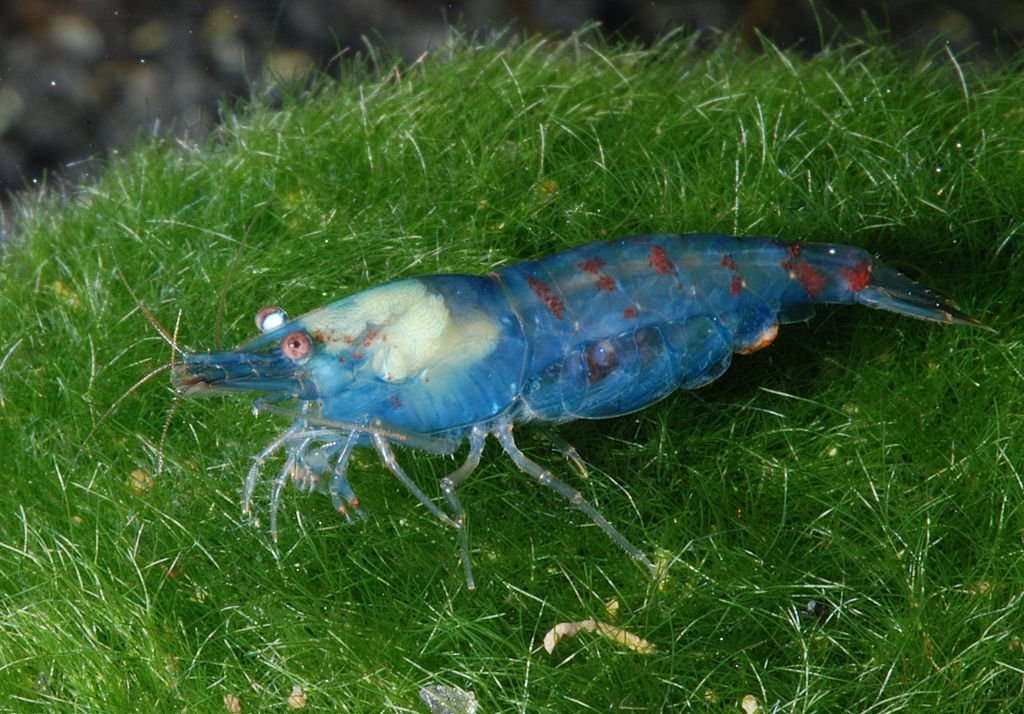
Neocaridina cf. zhangjiajiensis var. blue pearl (Blue Pearl)
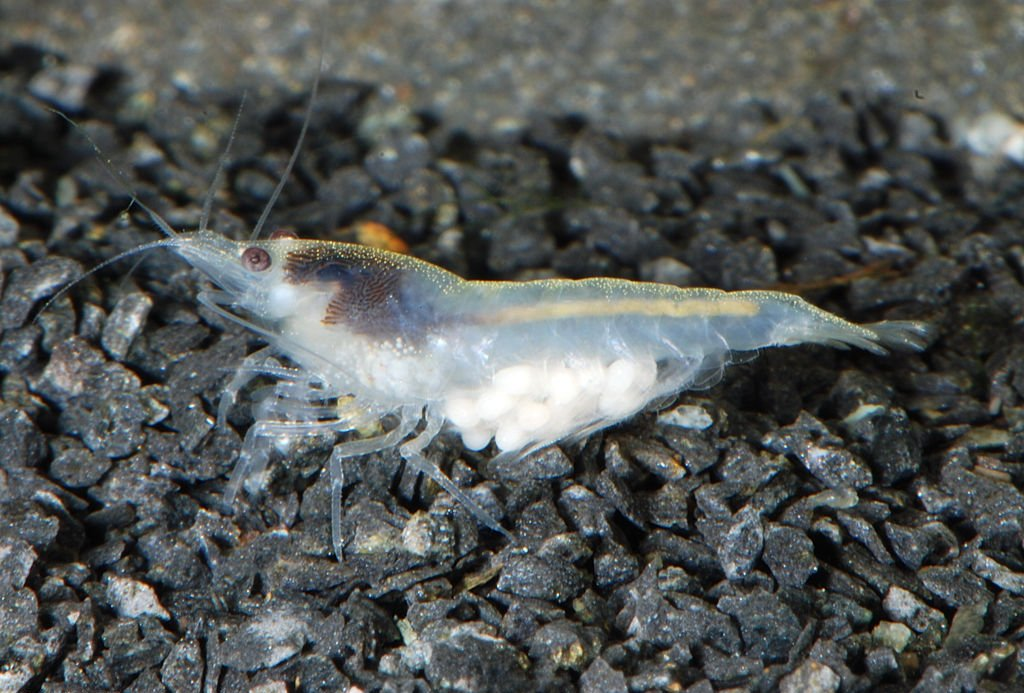
Neocaridina cf. zhangjiajiensis var. white pearl (White Pearl)
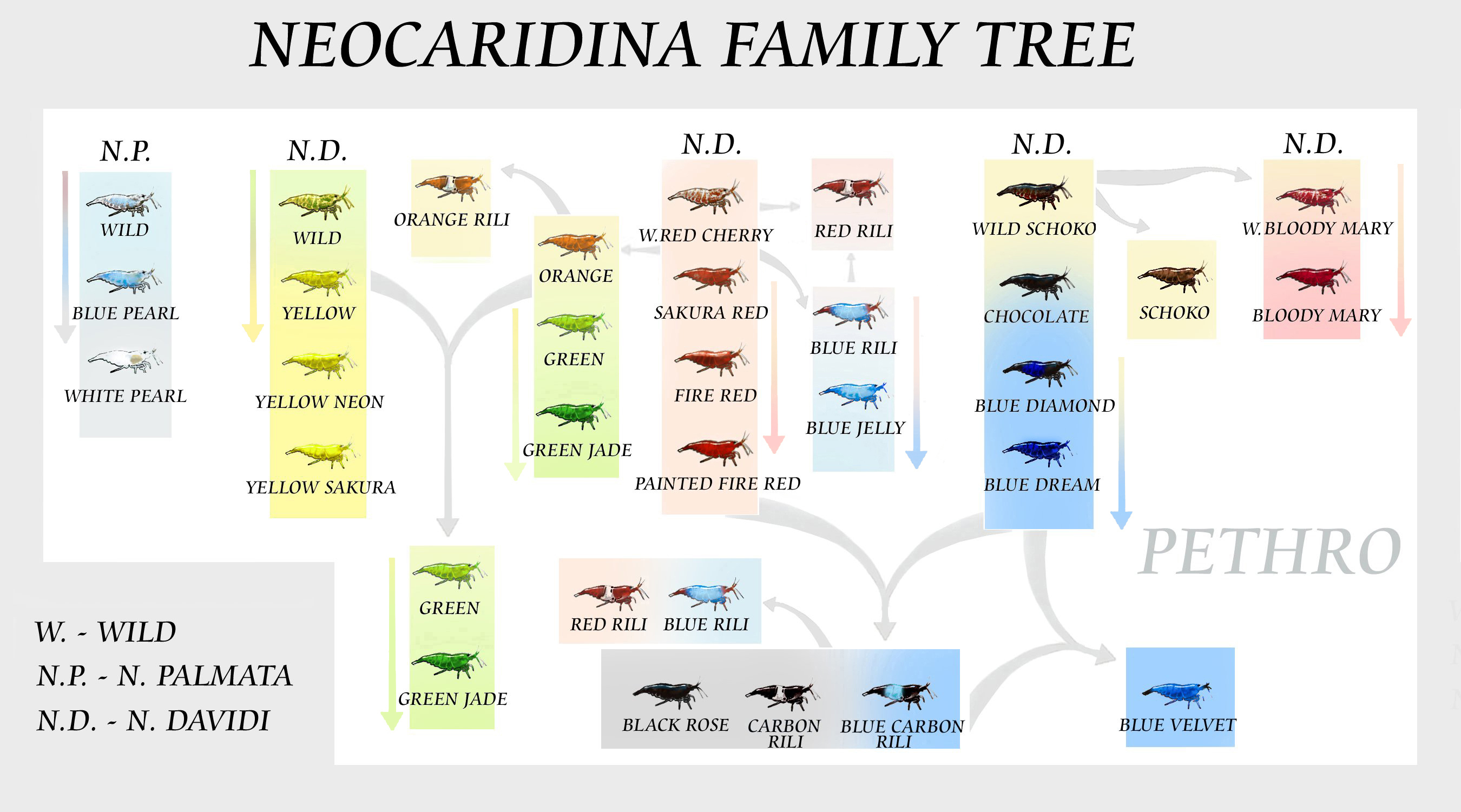
Bild som visar olika odlingsformer av Neocaridina